# Duda Matte
Maria Eduarda Freire de Moura (Novo Hamburgo, 22 de setembro de 2004), mais conhecida como Duda Matte, é uma atriz, modelo e cantora brasileira conhecida por protagonizar o filme Ela Disse, Ele Disse, interpretando Rosa, ao lado de Marcus Bessa. Participou do especial Mansão Bem Assombrada, como Michele e fez uma pequena aparição em alguns capítulos de Carinha de Anjo, como Bruna.

## Biografia e carreira
Duda Matte nasceu na cidade gaúcha de Novo Hamburgo, e ainda criança, trabalhou como modelo. Sua estreia na televisão foi no especial de fim de ano Mansão Bem Assombrada, do SBT, onde interpretou Michele, uma das personagens principais. Logo em seguida participou da peça O Que Terá Acontecido a Baby Jane?. Já na adolescência começou a trabalhar seriamente como cantora, lançando o álbum de estreia Se For Me Dar Amor, com as musicas "Se For Me Dar Amor", "Manda Vaza" e "Chiclete". Em 2017, participou da telenovela Carinha de Anjo como a personagem Bruna. Em 2019, Duda ganhou notoriedade ao interpretar sua primeira protagonista no filme Ela Disse, Ele Disse, interpretando Rosa, atuando ao lado de Marcus Bessa e Maisa Silva. Além da sua carreira na televisão, ela é embaixadora da marca de produtos para adolescentes Tweenie, do grupo Pampili, tendo uma coleção na mesma.

## Filmografia

### Televisão
| Ano     | Título                                            | Personagem     | Nota                   |
| ------- | ------------------------------------------------- | -------------- | ---------------------- |
| 2015    | Mansão Bem Assombrada                             | Michele        | Especial de fim de ano |
| 2017-18 | Carinha de Anjo                                   | Bruna          |                        |
| 2022-23 | Tudo Igual… SQN                                   | Trix           |                        |
| 2023    | Acampamento de Magia para Jovens Bruxos           | Folhippa       |                        |
| 2025    | Paulo, O Apóstolo                                 | Claudia Otávia |                        |
| 2025    | Máscaras de Oxigênio (não) Cairão Automaticamente | [ 1 ]          |                        |

### Cinema
| Ano  | Título                         | Personagem |
| ---- | ------------------------------ | ---------- |
| 2019 | Ela Disse, Ele Disse           | Rosa       |
| 2024 | Meninas Não Choram             | Beca       |
| 2025 | Era Uma Vez Minha Primeira Vez | Clara      |

## Discografia

### EPs
| Título             | Detalhes                                                                                                 |
| ------------------ | --- |
| Se For Me Dar Amor | - Lançamento: 24 de setembro de 2019 - Formatos: Download digital, streaming - Gravadora: Agente Digital |

### Singles
| Ano  | Canção                                    | Álbum              |
| ---- | ----------------------------------------- | ------------------ |
| 2019 | "Manda Vaza" (com part. de Lawrran Couto) | Se For Me Dar Amor |